# Scusate
Scusate è il primo EP del rapper italiano Dani Faiv pubblicato il 30 aprile 2020 dalla Arista Records e dalla Machete Empire Records.

## Tracce
Musiche di Luca Galeandro, eccetto dove indicato.
1. In peggio – 2:44
2. Cioilflow (featuring Salmo) – 3:06
3. Polvere e detriti (featuring Jake La Furia) – 3:57 (musica: Andrea Simoniello)
4. Oggi no – 2:28
5. Facce finte (featuring Gianni Bismark) – 2:46
6. Machete Mob (featuring Lazza, Nitro, Hell Raton, Jack the Smoker) – 3:47 (musica: Lorenzo Spinosa)
7. Super – 3:27

## Formazione
Musicisti
- Dani Faiv – voce
- Salmo – voce aggiuntiva (traccia 2)
- Jake La Furia – voce aggiuntiva (traccia 3)
- Gianni Bismark – voce aggiuntiva (traccia 5)
- Lazza – voce aggiuntiva (traccia 6)
- Nitro – voce aggiuntiva (traccia 6)
- Hell Raton – voce aggiuntiva (traccia 6)
- Jack the Smoker – voce aggiuntiva (traccia 6)

Produzione
- Strage – produzione (eccetto tracce 3 e 6)
- Kanesh – produzione (traccia 3)
- Low Kidd – produzione (traccia 6)
- Andrea Suriani – missaggio, mastering

## Classifiche
| Classifica (2020) | Posizione massima |
| ----------------- | ----------------- |
| Italia            | 2                 |